# 黒島天主堂
黒島天主堂（くろしまてんしゅどう）は、長崎県佐世保市の黒島にあるキリスト教 カトリック長崎教区の教会およびその聖堂である。正式名称を黒島教会（くろしまきょうかい）といい、至聖なるイエズスの聖心教会、イエスのみ心教会の別名もある。国の重要文化財に指定されている。

## 概要
佐世保市本土から西へ約10km離れた九十九島最大の島である黒島には、江戸時代の迫害を逃れて移住してきた隠れキリシタンが多く住んでいた。1865年に大浦天主堂で「信徒発見」がなされた知らせは黒島にも伝わり、2か月後には信者の代表20名が長崎へ赴き、プティジャン神父に約600人の潜伏キリシタンが黒島にいることを伝えている。その後、禁教解除よりも前に島の信者全員がカトリックへと復帰した。
1878年に赴任したペルー神父が名切地区の土地を購入して和洋折衷の小規模な教会を建設するが、やがて手狭となり本格的な教会の建設が必要となった。マルマン神父が1897年に新しい聖堂の建設を目的に着任、自ら教会堂の設計を行なった。新しい聖堂は旧聖堂を取り壊して同じ場所に建設を行っている。1902年6月に献堂式が行われており、この頃が完成と見られている。
以降は1982年（昭和57年）から翌年にかけてレンガの張り替えや屋根の葺き替え、雨漏りで汚れた漆喰の補修、1991年には畳敷だった聖堂内を椅子式に変更するなど様々な修理を施されながら維持されていた。2008年（平成20年）頃から各部の老朽化が目立つようになり、本格的な修理が検討されるに至る。その過程で2013年（平成25年）から翌年にかけて耐震診断を実施したところ耐震基準を満たさないことが判明したため、耐震補強工事と合わせて保存修理工事が実施された。

## 沿革
- 1865年5月 - 長崎の大浦天主堂における「信徒発見」から2か月ほど後、早くも在島信者の代表約20名が同天主堂に赴いている。
- 1878年（明治11年） - 現在地に先代の木造聖堂が建てられた。
- 1897年（明治30年） - パリ外国宣教会から主任司祭として赴任したフランス人 マルマン神父の指導と信徒らの献金および奉仕により、現在の聖堂を建設。なお教会備え付けの洗礼台帳から、聖堂の完成は1902年（明治35年）のことと推測される[8]。
- 1998年（平成10年）5月1日 - 国の重要文化財に指定。長崎県内の教会堂としては大浦天主堂（国宝）に次いで2例目となる。
- 2006年（平成18年） - この頃より「長崎の教会群とキリスト教関連遺産」を世界遺産に登録しようという運動が長崎県を中心として行われる。
- 2007年（平成19年） - 1月23日、「長崎の教会群とキリスト教関連遺産」の世界遺産暫定リストへの追加が決定、黒島教会も登録候補の一つとなる。
- 2018年（平成30年） - 6月30日、長崎と天草地方の潜伏キリシタン関連遺産として世界遺産登録が決定[9][10]。
- 2019年（平成31年） - 3月14日、耐震化と老朽化した部分の修復を目的に、2020年度完了まで改修工事が始まる[11]。

## 建築概要

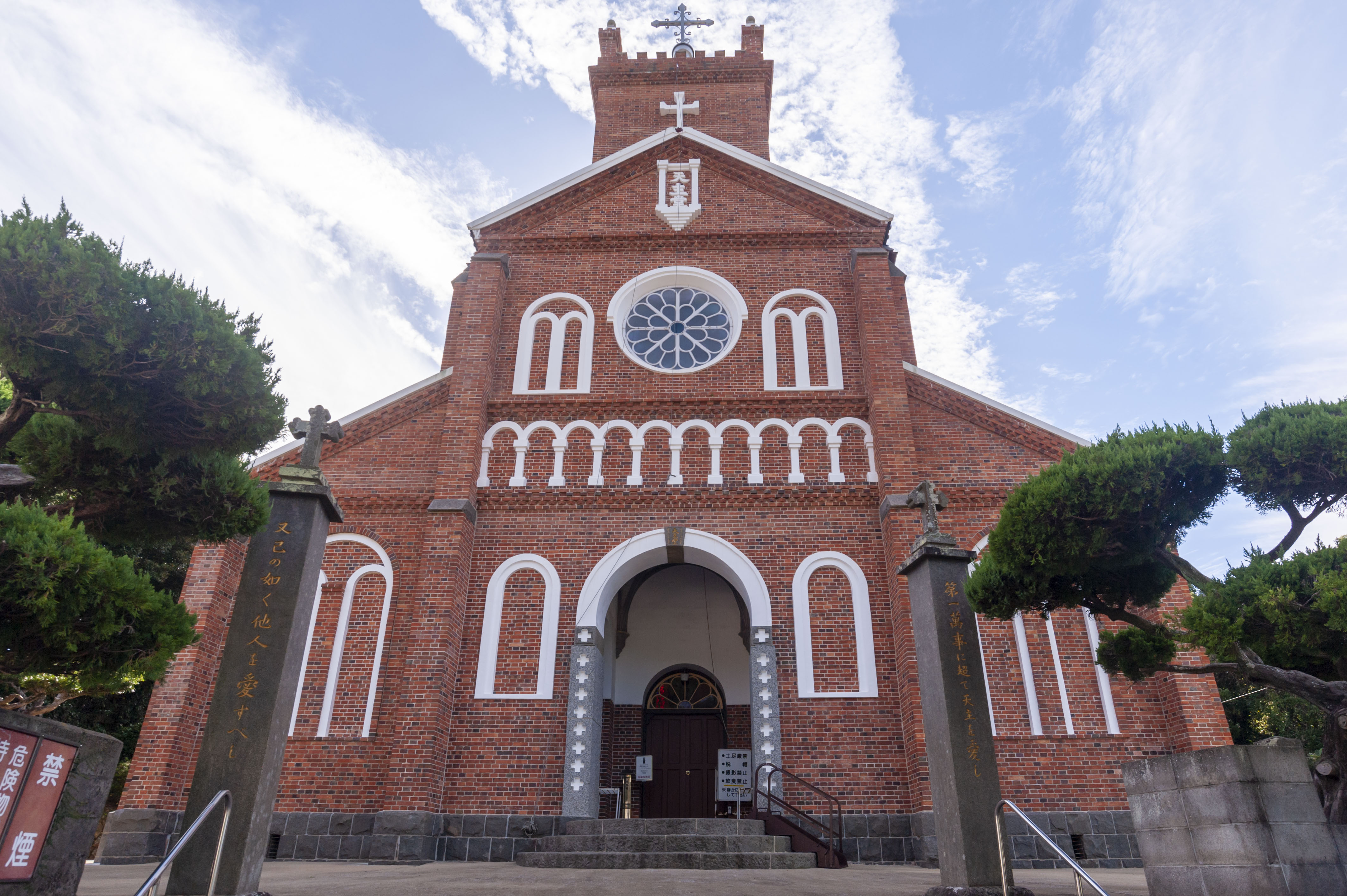
黒島天主堂正面

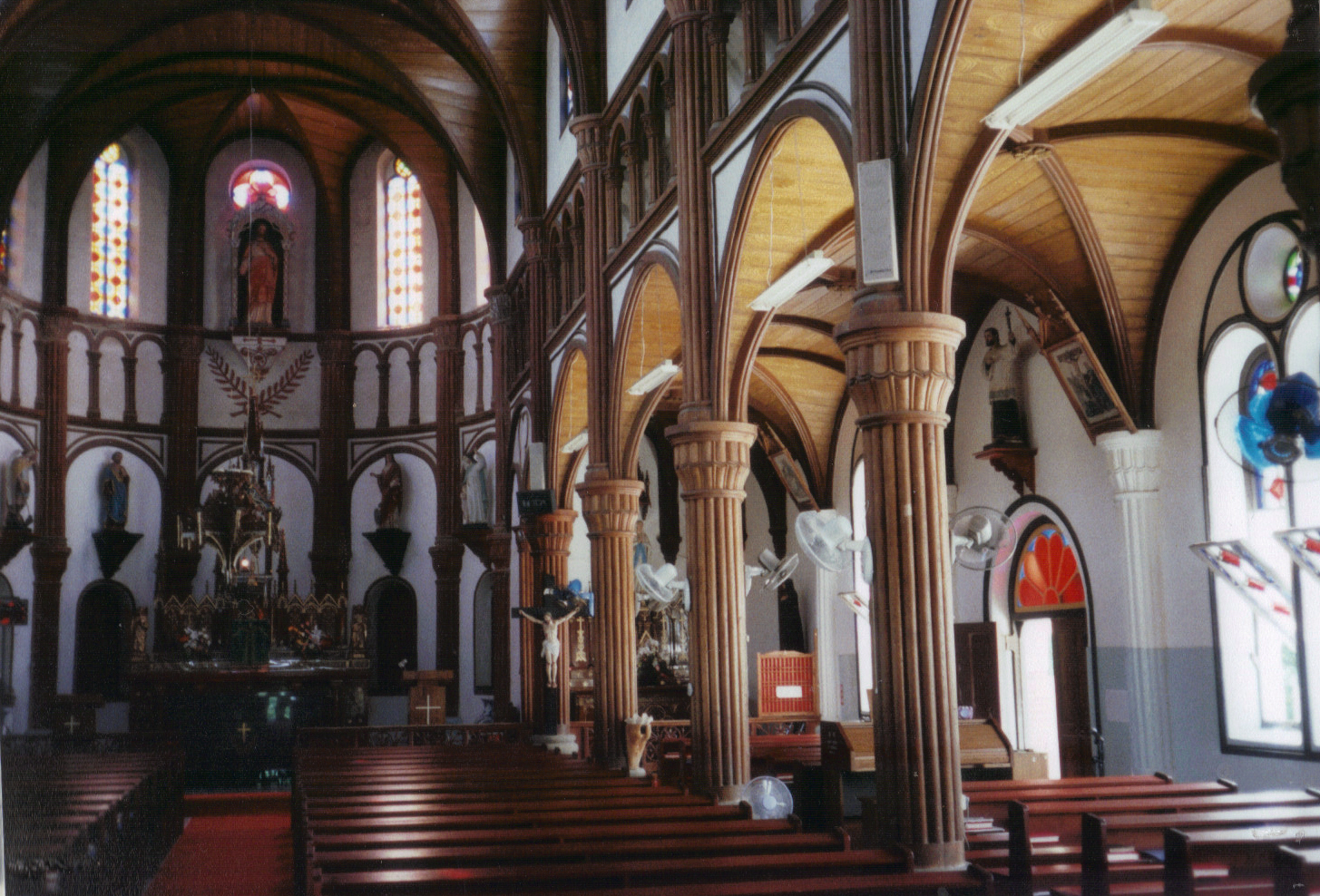
天主堂内

黒島のほぼ中央に北面して建つ三廊式バシリカ型教会堂である。屋根は切妻造および瓦葺き、建物上層部分側面は木造下見板張り、下層部分は煉瓦造からなる。側面は下から順にアーケード（柱で支えられた連続したアーチ構造）・トリフォリウム（ギャラリー式の廊下）・クリアストーリー（高窓）の三層構造となっている。規模は間口15.0メートル、奥行32.6メートル。外観はロマネスク様式を基調とし、ファサードにはペディメント下にバラ窓が設けられている。正面にはバラ窓以外の窓はなく、壁面にブラインド・アーケードやブラインド・アーチ（壁面にアーケードやアーチ形の装飾を造るのみで、開口していないもの）を設けている。入口上には四角錐形屋根をもつ鐘塔が立つ。側廊の壁面にはステンドグラスを嵌めた半円アーチ滑り出しガラス窓と円形はめ殺し窓を組み合わせた構造の窓が設けられている。クリアストーリーには同じくステンドグラスを嵌めた半円アーチ窓と円形窓を組み合わせているが、外から見ると二種類のステンドグラスが組み合わさった半円アーチはめ殺し窓とであることがわかる。会堂部は当初板張りに畳敷であったが、1991年（平成3年）に椅子式へ変更されている。この天主堂は保存状態がよく、明治時代に、外国人神父の指導によって建設された、様式的にも整った本格的な教会堂建築として貴重な遺構である。
- 様式 - ロマネスク様式
- 設計 - マルマン神父[2]
- 棟梁 - 前山佐吉[2]
- 竣工 - 1902年[2]
- 構造 - 煉瓦造および木造、瓦葺き平屋建て[17]
  - 煉瓦は経費節減のため島内で焼き上げ、不足分を島外から買い出している[3]
  - 基礎には黒島特産の御影石 [3]、祭壇の床には有田焼のタイルが使われている[18]。

## 所在地
〒857-3271 長崎県佐世保市黒島町3333番地

## アクセス
- 相浦桟橋より黒島旅客船のフェリーで黒島港まで約50分、港より教会までは徒歩約30分（黒島島内に公共交通機関はない）。
- 佐世保駅より相浦桟橋までは
  - 車で約30分。
  - 西肥バス（させぼバスも含む）「相浦桟橋」行きで約40分、終点下車すぐ。
  - 松浦鉄道西九州線で約30分、相浦駅下車徒歩約5分。

## その他
- 天主堂に使われているレンガの一部は黒島で作られ、あとの残りは島外から持ち込まれたものである。レンガ造の教会は全国で17棟しかなく、その全てが九州（うち16棟は長崎県）にあり、黒島天主堂はそのうち4番目に古い建物である。
- 建物の構造についても、レンガ造の一般的な教会の多くが単層構造（層が多いほど屋根が高くなり、建設に高い技術が必要となる）であるのに対し、黒島天主堂は長崎の大浦天主堂（国宝）と同じく3層構造になっている。建築当時はまだ単層構造が主流であった時代に、多層構造をいち早く取り入れた教会建築物として重要な存在である。
- 天主堂建造に使われたレンガの総数は40万個ともいわれている。
- マルマン神父は手先が器用だったという話が残されている。天主堂の説教台やシャンデリア、洗礼台の彫刻は神父自らの手によるものである。
- 天主堂に飾られている像の多くはマルマン神父が資金調達のため、フランスに戻った際に購入してきたものと言われ、上海製の像がおいてある。聖鐘はフランス製である。
- 現在は絨毯敷きに礼拝椅子のフロアとなっているが、昔の資料によると畳敷きであったことがわかる。また、タイルは有田焼を使用し、当時としては豪華な造りであった。
- クリスマス・イヴには島中のカトリック信徒が天主堂に集まり、入りきれずに外で覗いている人までも祈りをささげている。ミサが終わると婦人会による炊き出しが行われ、ぜんざいとケーキが振舞われる。

## 登場作品
- 坂道のアポロン
- きみの色